# Coryn Boel
Coryn Boel ou Bol Quiryn né le 25 janvier 1620 à Anvers, on ignore la date exacte de sa mort, mais certains tableaux sont datés 1664. C'est un graveur à l'eau-forte et au burin du XVIIe siècle.

## Biographie
Il est le fils aîné de Jean et l'élève de David Teniers avec qui il travaille longtemps et lui grave un grand nombre de tableaux. Ce dernier est attaché à la personne de l'archiduc Léopold-Guillaume d'Autriche gouverneur général des Pays-Bas. Coryn Boel, grâce sans doute aux facilités qui lui sont accordées par l'entremise de son maître, exécute des gravures d'après des  toiles italiennes de la collection du prince.
Il réside à Bruxelles où son maître s'établit de 1648 à 1652. Coryn n'est pas inscrit sur les registres de la confrérie de Saint-Luc à Anvers. Peut-être l'a-t-il fait lorsqu'il se fixe définitivement à Bruxelles. Une assertion de Pierre-Jean Mariette mentionne deux Quiryn Boel, l'un d'Amsterdam, l'autre d'Anvers, tous deux travaillant d'après et avec Teniers.
Les estampes de ce graveur, surtout celles d'après David Teniers le Jeune, sont très recherchées par les amateurs. 
On cite parmi elles : 
- Planches pour le théâtre des peintures de David Teniers. La première édition de cet ouvrage est de 1670, la seconde de 1684, la troisième, non datée, est imprimée chez H. et C. Verdussen ; vingt-neuf pièces.
- Sujets tirés de l'histoire de C. Dentarus et de C. Scipio, d’après André Schiavone ; quatre pièces.

Quatre portraits :
- Guillaume ab Angelis. S.T.D ac Professor... 1649.
- Charles II, roi d'Angleterre, d'après Gonzalve Coques.
- H. Brady, Jur. Prof. Lovan., 1662, in- fol.
- Libertus Fromondus, Theo. Doct., 1654.

Ses gravures d'après Teniers sont les plus estimées, telles que : la Fête au village, les Joueurs de boules, le Joueur de flûte, le Fumeur, et surtout le Concert de chats, la boutique du barbier, et la suite de six pièces intitulées les Singes, exécutée avec beaucoup d'esprit et pleine de caractère.
Coryn Boel grave aussi un grand nombre de gravures d'après Rubens, le Giorgion, Marc Basaïti, Michel-Ange, le Titien,  Le Corrège, les Bassan, les Palma, Feti, etc.